# Calcefar
Calcefar, nekadašnje maleno pleme Unami Indijanaca, jezična porodica Algonquian, iz unutrašnjosti New Jerseya. Stanovali su između Rancocas Creeka pritoke Delawarea i sadašnjeg Trentona. Godine 1648. broj muškaraca (ratnika) procjenjen je na 150.